# Dolichurella
Dolichurella là một chi bướm đêm thuộc phân họ Tortricinae của họ Tortricidae.

## Các loài
- Dolichurella viridimicans Diakonoff, 1983